# Mars 6
Mars 6 ist der Name einer gescheiterten sowjetischen Marssonde, die am 5. August 1973 gestartet wurde. Wie Mars 7, ihre Schwestersonde, bestand Mars 6 aus einem großen Sondenbus, der den Mars mit geringem Abstand passieren sollte, und einer kleinen, 635 kg schweren Landekapsel. Die Lander der beiden Sonden sollten die ersten erfolgreichen weichen Landungen auf dem Mars durchführen.
Die wissenschaftliche Nutzlast des Sondenbusses bestand aus einer Kamera, einem Lyman-Alpha-Sensor zur Suche nach Wasserstoff in der oberen Atmosphäre, einem Magnetometer, einer Ionenfalle und einem elektrostatischen Plasma-Nahwinkelsensor zur Untersuchung des Sonnenwinds und seiner Wechselwirkung mit dem Mars sowie Sensoren für kosmische Sonnenstrahlung, Mikrometeoriten-Sensoren und ein von Frankreich geliefertes Solarradiometer zur Messung langwelliger Radioemissionen der Sonne. Der Lander hatte einem Beschleunigungsmesser zur Messung der atmosphärischen Dichte während des Abstiegs, einen Funkhöhenmesser, eine Kamera, Temperatur-, Druck-, Dichte- und Windsensoren, ein Analyseexperiment zur Untersuchung der Bodenzusammensetzung und Sensoren, um die mechanischen Eigenschaften des Bodens zu untersuchen.
Wenige Monate vor dem Start ergaben Kontrollen der Bordelektronik, dass die Kontakte der Transistoren des Typs 2T-312 korrodiert waren. Eine Untersuchung zeigte, dass dieser Fehler darauf beruhte, dass im Herstellerwerk bei den Kontakten Gold durch Aluminium ersetzt worden war. Eine Umstellung der Produktion hätte sechs Monate gedauert und eine Verschiebung des Starts auf 1975 notwendig gemacht. Die politische Führung entschloss sich deshalb, den Start im Jahr 1973 zu wagen, um mit einer weichen Marslandung den amerikanischen Viking-Sonden zuvorkommen, die für 1975/76 angekündigt waren. Etwa einen Monat nach dem Start, am 3. September fiel das Telemetriesystem des Sondenbusses aus. Grund war wahrscheinlich die fehlerhafte Bordelektronik. Die Landekapsel trennt sich bei Annäherung an den Mars am 12. März 1974 vom Sondenbus. Dieser flog in einer Entfernung von 1600 km am Mars vorbei. Die Landekapsel trat in die Marsatmosphäre ein und übermittelte Daten während des Abstiegs. Beim Kontakt mit der Marsoberfläche im Gradfeld Margaritifer Sinus oder unmittelbar vorher, beim Zünden der Bremsraketen, brach der Kontakt ab.